# Wingershofer Tor

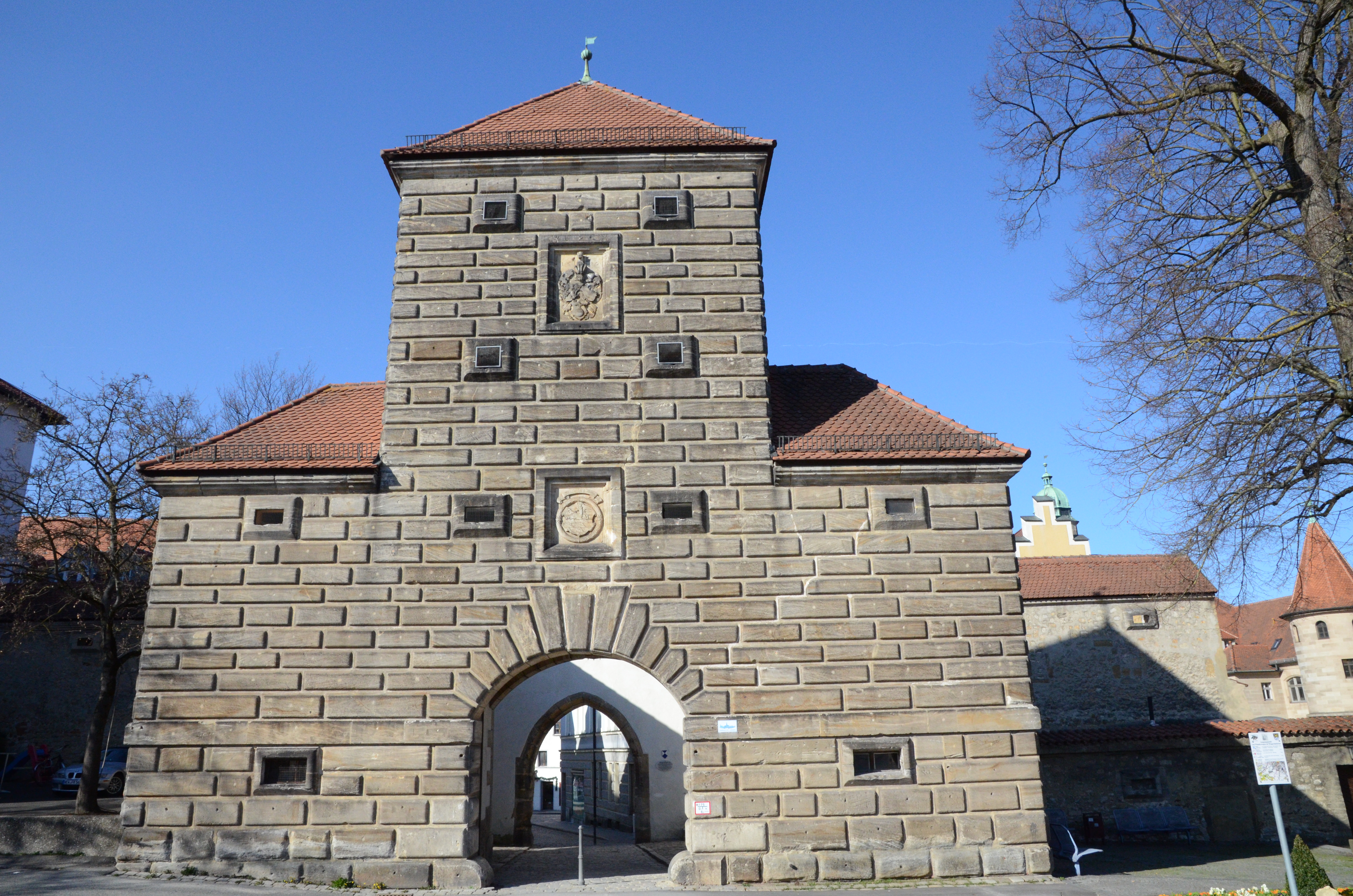
Wingershofer Tor zu Amberg

Das Wingershofer Tor ist ein 1579/80 errichtetes Stadttor der Oberpfälzer Stadt Amberg. Das im Süden der Stadt liegende Tor ist nach dem ehemaligen landesherrlichen Gutshof „Wingershof“ benannt. Auch heute noch führt die Wingershofer Straße weiter nach Schmidmühlen.

## Geschichte
Das jetzige Tor hatte einen Vorgängerbau, der an Kurfürst Friedrich abgetreten werden musste, nachdem er den sog. Amberger Aufstand 1453/54 niedergeworfen hatte. Dieses aus einem rechteckigen Turm bestehende Bauwerk wurde in die Befestigungsmauer für das Kurfürstliche Schloss einbezogen. Es war aus Bruchsteinen gemauert und besaß z. T. heute noch erhaltene spitzbogige Toröffnungen.
In ca. 40 m Entfernung zum alten Wingershofer Tor wurde als Ersatz in die Stadtmauer zuerst eine einfache Toröffnung ausgebrochen. Dieses Provisorium wurde 1579 unter Kurfürst Ludwig VI. im Zuge der Verstärkung der Amberger Stadtbefestigung durch einen vor der Mauer angelegten Waffenhof mit einem Frontturm ersetzt. Früher besaß der Turm der Anlage einen Dachreiter mit einer Laterne.

## Baulichkeit
Das Wingershofer Tor ist eine Doppeltoranlage. Von außen führt ein Torbogen in einen Torzwinger. Anschließend folgt der innere Torbogen mit einem gotischen Spitzbogen.
Der Torbau besitzt einen viergeschossigen Turm mit zwei Seitenflügeln. Diese sind höhengleich mit der dahinter liegenden Stadtmauer verbunden. Der Turm ist 17,5 m hoch und von einem Pyramidendach gedeckt. Die Barbakane weist eine Tiefe von 11,5 m auf. Im Untergeschoss hat der Bau eine Mauerstärke von 1,5 m, außen ist er mit Rustikquadern aus Rhätsandstein verblendet. In der Höhe des Kämpfers wird die Fassade durch ein flaches Band gegliedert. Die Seitenmauern besitzen im oberen Teil eine Quaderverblendung, im unteren sind unverputzte Bruchsteine vermauert. Die unteren beiden Schießöffnungen werden durch querrechteckige Maulscharten gebildet, im oberen Teil sind acht quadratische Schießscharten angebracht. Über dem Portal ist „Der Statt Amberg Wappen“ in einem Lorbeerkranz und der Jahreszahl „1579“ angebracht. Auf dem Turm befindet sich ein Wappen mit dem Pfälzer Löwen, die drei Buchstaben „L. C. P.“ bedeuten „Ludovicus Comes Palatinus“.
Im Waffenhof ist der gedeckte Wehrgang erhalten. Ein kleines rundbogiges Portal führte von hier zu dem Zwinger. Die zur Stadt führende Tordurchfahrt ist mit einem Kreuzgratgewölbe und einem mittigen Tellerstein mit einer Rosette ausgestattet. Die Angeln für das zweiflügelige Tor sind noch erhalten. Der Durchgang durch die dahinter liegende Stadtmauer wird durch ein gotisches Portal aus Doggersandstein gebildet. Das profilierte Portal besitzt einen Spitzbogen. Auf der Stadtseite sind noch Reste der ehemaligen Sperreinrichtung zu erkennen.
Früher diente der Platz vor dem Wingershofer Tor als Bauplatz für die Vilsschiffe und auch als Dultplatz. Der Graben vor dem Tor wurde 1864 mit Sand aufgefüllt und 1867 ebenfalls das Grabenstück zwischen Tor und Schlossteich. 1880 folgte der Bereich zwischen Malteserplatz und Wingershofer Tor und als letztes legte man 1897 dort ebenfalls die Stadtmauer nieder.